# 미드 시즌 인비테이셔널
미드 시즌 인비테이셔널(Mid-Season Invitational, MSI)은 2015년부터 라이엇 게임즈가 매년 개최하는 리그 오브 레전드 토너먼트이다. 월드 챔피언십이 스프링, 서머 시즌의 서킷포인트 합산점수와 서머 우승팀의 직행 등 시즌의 전반적인 결과물을 놓고 진출 양상을 따지며 한 지역의 최대 4팀까지 진출이 가능한 리그 오브 레전드 대회 중 가장 권위가 큰 대회다. 이에 비해 미드 시즌 인비테이셔널은 월드 챔피언십 보다 규모는 덜하나 월드 챔피언십 다음으로 위상이 높은 대회이다. 각 지역의 스프링 시즌을 우승한 팀들이 지역을 대표해서 출전하는 매우 중요한 대회이다.

메이저 지역 스프링 시즌의 4개 지역의 우승 팀과 마이너 지역 스프링 시즌의 8개 지역의 우승 팀들이 참가하며, 최근 2년간의 국제 대회 성적(리그 오브 레전드 월드 챔피언십, 미드 시즌 인비테이셔널)을 바탕으로 참가하는 단계가 달라진다. 
첫 대회 우승 팀은 중국 LPL의 '에드워드 게이밍'이며, 최다 우승 팀은 3회 우승을 한 중국 LPL의 '로열 네버 기브 업'이며 최근 대회(2023년)의 우승 팀은 중국 LPL의 'JD 게이밍(JDG)'이다.

## 대회 시스템
대회 시스템은 2023년 기준
- 출전 팀 및 진행 순서
  - 출전 팀은 10개의 지역의 스프링 시즌 우승팀과 4개의 메이저 지역 스프링 시즌 준우승팀이 참가한다.
    - 메이저 최상위 지역 스프링 시즌 우승팀과 준우승팀은 결승 브라켓 스테이지에 직행한다.
    - 나머지 메이저 지역 스프링 시즌 우승팀은 브라켓 스테이지에 직행하고, 준우승팀은 플레이-인 스테이지에 참가한다.
    - 마이너 지역 스프링 시즌 우승팀 모두 플레이-인 스테이지에 진출한다.

  - 플레이-인 스테이지-브라켓 스테이지 순으로 진행한다.

- 플레이-인 스테이지
  - 4개팀씩 2개조로 편성된다.
  - 더블 엘리미네이션 방식으로 진행하며 각 조 1위(승자전 승리팀)은 브라켓 스테이지에 진출한다.
  - 각 조 2위(최종전 승리팀)는 5전 3선승제를 통해 승리팀이 브라켓 스테이지에 진출하게 된다.

- 브라켓 스테이지
  - 브라켓 스테이지에 직행한 5팀과 플레이-인 스테이지에 통과한 3팀이 참가한다.
  - 5전 3선승제 더블 엘리미네이션 방식으로 진행한다.

## 역대 미드 시즌 인비테이셔널
| 시즌 | 개최지                  | 참가팀               | 우승                 | 준우승               |                      |                      |
| 2015 | 탤러해시                | 6                    | 에드워드 게이밍      | SK 텔레콤 T1         |                      |                      |
| 2016 | 상하이                  | 6                    | SK 텔레콤 T1         | 카운터 로직 게이밍   |                      |                      |
| 2017 | 리우데자네이루 상파울루 | 13                   | SK 텔레콤 T1         | G2 e스포츠           |                      |                      |
| 2018 | 파리 베를린             | 14                   | 로열 네버 기브 업    | 킹존 드래곤X         |                      |                      |
| 2019 | 타이베이 하노이 호찌민  | 13                   | G2 e스포츠           | 팀 리퀴드            |                      |                      |
| 2020 | 코로나19로 인해 취소    | 코로나19로 인해 취소 | 코로나19로 인해 취소 | 코로나19로 인해 취소 | 코로나19로 인해 취소 | 코로나19로 인해 취소 |
| 2021 | 레이캬비크              | 11                   | 로열 네버 기브 업    | DWG KIA              |                      |                      |
| 2022 | 부산                    | 11                   | 로열 네버 기브 업    | T1                   |                      |                      |
| 2023 | 런던                    | 13                   | JD 게이밍            | BLG 핑안은행         |                      |                      |
| 2024 | 청두                    | 12                   | Gen.G                | 빌리빌리 게이밍      |                      |                      |